# Estany Primer (sjö i Canillo)
Estany Primer är en sjö i Andorra.   Den ligger i parroquian Canillo, i den nordöstra delen av landet, 20 kilometer nordost om huvudstaden Andorra la Vella. Estany Primer ligger 2 289 meter över havet. Arean är 0,15 kvadratkilometer.
Estany Primer och Estany Segon kallas tillsammans Estanys de Juclar.